# Unione Sportiva Sassuolo Calcio 2006-2007
Questa voce raccoglie le informazioni riguardanti l'Unione Sportiva Sassuolo Calcio nelle competizioni ufficiali della stagione 2006-2007.

## Stagione
Nella stagione 2006-2007 il neopromosso Sassuolo disputa il girone A del campionato di Serie C1, con 61 punti si piazza in seconda posizione. Disputa i Play-off, ma perde il doppio incontro di semifinale contro il Monza. La squadra neroverde disputa un eccellente campionato, al termine del girone di andata è in testa con 31 punti, molto buono anche il girone di ritorno chiuso con 30 punti, ma per un solo punto viene superata dal Grosseto. Poi nel momento decisivo dei Play-off inizia bene sbancando (0-1) il Brianteo di Monza, ma quando il difficile sembrava superato e la Serie B a due passi, nella gara di ritorno, è arrivata la batosta (2-4) in casa, sotto (0-2) nel primo tempo, non è più riuscito a raddrizzarla. Comunque un torneo di notevole levatura, che ha visto costantemente il Sassuolo nelle prime posizioni. Il romano Andy Selva preso dal Padova, con 11 reti è stato il miglior marcatore di stagione in campionato. Nella Coppa Italia Nazionale i neroverdi subito fuori, eliminati nel primo turno dall'Atalanta. Nella Coppa Italia di Serie C il Sassuolo avendo giocato la Coppa nazionale, entra in scena nel secondo turno, perdendo il doppio confronto con il Legnano, con due pareggi (0-0) esterno e (1-1) interno.

## Rosa
| N. |                      | Ruolo | Calciatore           |
| -- | -------------------- | ----- | -------------------- |
|    | Italia (bandiera)    | P     | Michael Agazzi       |
|    | Italia (bandiera)    | D     | Fabrizio Anselmi     |
|    | Italia (bandiera)    | D     | Manuel Benetti       |
|    | Italia (bandiera)    | D     | Nicolò Consolini     |
|    | Argentina (bandiera) | A     | Horacio Erpen        |
|    | Italia (bandiera)    | C     | Alberto Filippini    |
|    | Italia (bandiera)    | A     | Raffaele Franchini   |
|    | Italia (bandiera)    | C     | Alessandro Gambadori |
|    | Italia (bandiera)    | C     | Salvatore Giardina   |
|    | Italia (bandiera)    | D     | Sebastiano Girelli   |
|    | Brasile (bandiera)   | D     | Edevaldo Grimaldi    |

| N. |                       | Ruolo | Calciatore           |
| -- | --------------------- | ----- | -------------------- |
|    | Italia (bandiera)     | C     | William Jidayi       |
|    | Italia (bandiera)     | C     | Francesco Magnanelli |
|    | Italia (bandiera)     | A     | Gaetano Masucci      |
|    | Italia (bandiera)     | C     | Stefano Pagani       |
|    | Italia (bandiera)     | A     | Matteo Pelatti       |
|    | Italia (bandiera)     | C     | Filippo Pensalfini   |
|    | Italia (bandiera)     | D     | Marco Piccioni       |
|    | Italia (bandiera)     | P     | Alberto Pomini       |
|    | San Marino (bandiera) | A     | Andy Selva           |
|    | Italia (bandiera)     | C     | Matteo Silvestrini   |
|    | Italia (bandiera)     | D     | Andrea Tarozzi       |

## Risultati

### Campionato

#### Girone di andata
| Arbitro: | Baracani (Firenze) |

|                                   |           |                               |
| Erpen 43’, 51’ (rig.) Masucci 68’ | Marcatori | 19’ Napolitano 78’ Carparelli |

| Arbitro: | Passeri (Gubbio) |

|            |           |                      |
| Cusaro 33’ | Marcatori | 3’ Srlva 88’ Pelatti |

| Sassuolo 17 settembre 2006 3ª giornata | Sassuolo           | 0 – 0 | Pisa | Stadio Enzo Ricci\| Arbitro: \| Morabito (Messina) \| |
| Arbitro:                               | Morabito (Messina) |       |      |                                                       |

| Ivrea 24 settembre 2006 4ª giornata | Ivrea        | 0 – 0 | Sassuolo | Stadio Gino Pistoni\| Arbitro: \| Zonno (Bari) \| |
| Arbitro:                            | Zonno (Bari) |       |          |                                                   |

| Arbitro: | Paparazzo (Catanzaro) |

|           |           |                |
| Erpen 17’ | Marcatori | 87’ De Gasperi |

| Arbitro: | Palazzino (Ciampino) |

|           |           |                          |
| Foglio 8’ | Marcatori | 38’ Pensalfini 87’ Selva |

| Arbitro: | Taverna (Taurianova) |

|                          |           |  |
| Pagani 44’ Gambadori 78’ | Marcatori |  |

| Sesto San Giovanni 21 ottobre 2006 8ª giornata | Pro Sesto         | 0 – 0 | Sassuolo | Stadio Breda\| Arbitro: \| Forconi (Aprilia) \| |
| Arbitro:                                       | Forconi (Aprilia) |       |          |                                                 |

| Arbitro: | Andolfatto (Bassano del Grappa) |

|                                                      |           |  |
| Anselmi 52’ Tarozzi 60’ Selva 70’ (rig.), 75’ (rig.) | Marcatori |  |

| Arbitro: | La Rocca (Ercolano) |

|                      |           |            |
| Cipolla 90+4’ (rig.) | Marcatori | 77’ Pagani |

| Arbitro: | Barletta (Bernalda) |

|                     |           |  |
| Pensalfini 43’, 69’ | Marcatori |  |

| Arbitro: | Valeri (Roma) |

|                                        |           |  |
| Facchinetti 12’ Zecchin 23’ Turchi 68’ | Marcatori |  |

| Arbitro: | Branciforte (Nuoro) |

|                                        |           |             |
| Selva 12’, 31’ (rig.) Erpen 79’ (rig.) | Marcatori | 88’ Temelin |

| Arbitro: | Peruzzo (Schio) |

|  |           |                         |
|  | Marcatori | 51’ Piccioni 79’ Pagani |

| Sassuolo 10 dicembre 2006 15ª giornata | Sassuolo         | 0 – 0 | Venezia | Stadio Enzo Ricci\| Arbitro: \| Pinzani (Empoli) \| |
| Arbitro:                               | Pinzani (Empoli) |       |         |                                                     |

| Arbitro: | Tommasi (Bassano del Grappa) |

|           |           |           |
| Motta 23’ | Marcatori | 68’ Selva |

| Arbitro: | Zanichelli (Genova) |

|  |           |                |
|  | Marcatori | 81’ S. Ferrero |

#### Girone di ritorno
| Arbitro: | Calvarese (Teramo) |

|               |           |  |
| Cremonesi 85’ | Marcatori |  |

| Arbitro: | Ferrandini (Sondrio) |

|                                    |           |             |
| Erpen 30’ Piccioni 71’ Selva 90+4’ | Marcatori | 7’ M. Vieri |

| Arbitro: | Barletta (Bernalda) |

|              |           |  |
| Ferrigno 78’ | Marcatori |  |

| Arbitro: | Lupo (Matera) |

|                    |           |                               |
| Masucci 69’ (rig.) | Marcatori | 36’ Andreotti 53’ Pietribiasi |

| Arbitro: | Cavarretta (Trapani) |

|                          |           |  |
| Fofana 6’ Meggiorini 88’ | Marcatori |  |

| Arbitro: | Corletto (Castelfranco Veneto) |

|            |           |  |
| Pagani 71’ | Marcatori |  |

| Arbitro: | Gallione (Alessandria) |

|           |           |           |
| Micco 40’ | Marcatori | 78’ Selva |

| Arbitro: | Guerriero (Catanzaro) |

|           |           |  |
| Pagani 4’ | Marcatori |  |

| Arbitro: | Vuoto (Livorno) |

|  |           |                  |
|  | Marcatori | 33’ (rig.) Selva |

| Arbitro: | Calvarese (Teramo) |

|                             |           |           |
| Anselmi 14’ Franchini 90+3’ | Marcatori | 45’ Gessa |

| Arbitro: | C. Russo (Nola) |

|  |           |                            |
|  | Marcatori | 31’ Masucci 44’ M. Benetti |

| Sassuolo 7 aprile 2007 29ª giornata | Sassuolo          | 0 – 0 | Padova | Stadio Enzo Ricci\| Arbitro: \| Baratta (Salerno) \| |
| Arbitro:                            | Baratta (Salerno) |       |        |                                                      |

| Arbitro: | Pinzani (Empoli) |

|  |           |                |
|  | Marcatori | 88’ M. Benetti |

| Arbitro: | Valeri (Roma) |

|                     |           |                          |
| Selva 40’ Erpen 53’ | Marcatori | 36’ Iacopino 86’ Beretta |

| Arbitro: | Palazzino (Ciampino) |

|                       |           |  |
| Marfia 4’ M. Moro 51’ | Marcatori |  |

| Arbitro: | Candussio (Cervignano del Friuli) |

|                |           |  |
| Magnanelli 37’ | Marcatori |  |

| Arbitro: | Cavarretta (Trapani) |

|                         |           |                              |
| Basso 13’ Pettinari 76’ | Marcatori | 45+1’, 57’ Masucci 52’ Selva |

### Play-off
| Arbitro: | Tommasi (Bassano del Grappa) |

|  |           |                  |
|  | Marcatori | 25’ (rig.) Selva |

| Arbitro: | Pinzani (Empoli) |

|                                |           |                                               |
| Selva 52’ A. Guerra 78’ (aut.) | Marcatori | 21’ Zaffaroni 35’, 55’ Borgobello 59’ Beretta |

### Coppa Italia
| Arbitro: | Brighi (Cesena) |

|                                           |           |  |
| Donati 4’ Zampagna 42’ Ventola 53’ (rig.) | Marcatori |  |

#### Secondo turno
| Legnano 25 ottobre 2006 Andata | Legnano     | 0 – 0 | Sassuolo | Stadio Giovanni Mari\| Arbitro: \| Bo (Genova) \| |
| Arbitro:                       | Bo (Genova) |       |          |                                                   |

| Arbitro: | Buonocore (Nichelino) |

|             |           |              |
| Masucci 12’ | Marcatori | 56’ Moscelli |